# Wells Coates
Wells Wintemute Coates, OBE, (* 17. Dezember 1895 in Tokio; † 17. Juni 1958 in Vancouver) war ein kanadischer Architekt, Stadtplaner und Designer, der vornehmlich in Großbritannien gewirkt hat. Coates gehört zu den Gründungsmitgliedern der Modern Architectural Research Group (MARS Group).

## Leben

### Frühe Jahre
Wells Wintemute Coates wurde als ältestes von sechs Kindern von der methodistischen Missionarin Sarah Agnes Wintemute Coates (1864–1945) und Harper Havelock Coates (1865–1934) in Tokio geboren. Die Leidenschaft für Architektur entfachte seine Mutter, die bei Louis Sullivan studierte. Coates verbrachte seine Kindheit vornehmlich im Fernen Osten und reiste mit seinem Vater bis 1913 um die Welt. Während des Ersten Weltkrieges leistete er zunächst seinen Dienst als Artillerist, später als Pilot bei der Royal Air Force.
Wells Coates studierte im kanadischen Vancouver an der University of British Columbia und erhielt seinen Bachelor im Mai 1920 und den Bachelor of Science im Mai 1922. Im selben Jahr schrieb er sich im Oktober am East London College für Ingenieurwissenschaften ein; 1924 erlangte er darin den Ph.D.-Grad. Nach dem Studium in England arbeitete er zunächst als Journalist und später in dem Designbüro Adams and Thompson. Im August 1927 heiratete er Marion Grove. Im Jahr 1928 gründete er sein eigenes Büro. Seine Erfahrungen aus Japan spielten bei seiner ästhetischen Empfindung für die architektonische Arbeit eine wichtige Rolle. Die in Europa aufkommende Moderne kam seinen Vorstellungen entgegen. 1933 besuchte er in Athen den Congrès International d’Architecture Moderne und gründete im selben Jahr zusammen mit Philip Morton Shand, Maxwell Fry und F. R. S. Yorke die Modern Architectural Research Group.

### Spätere Erfolge

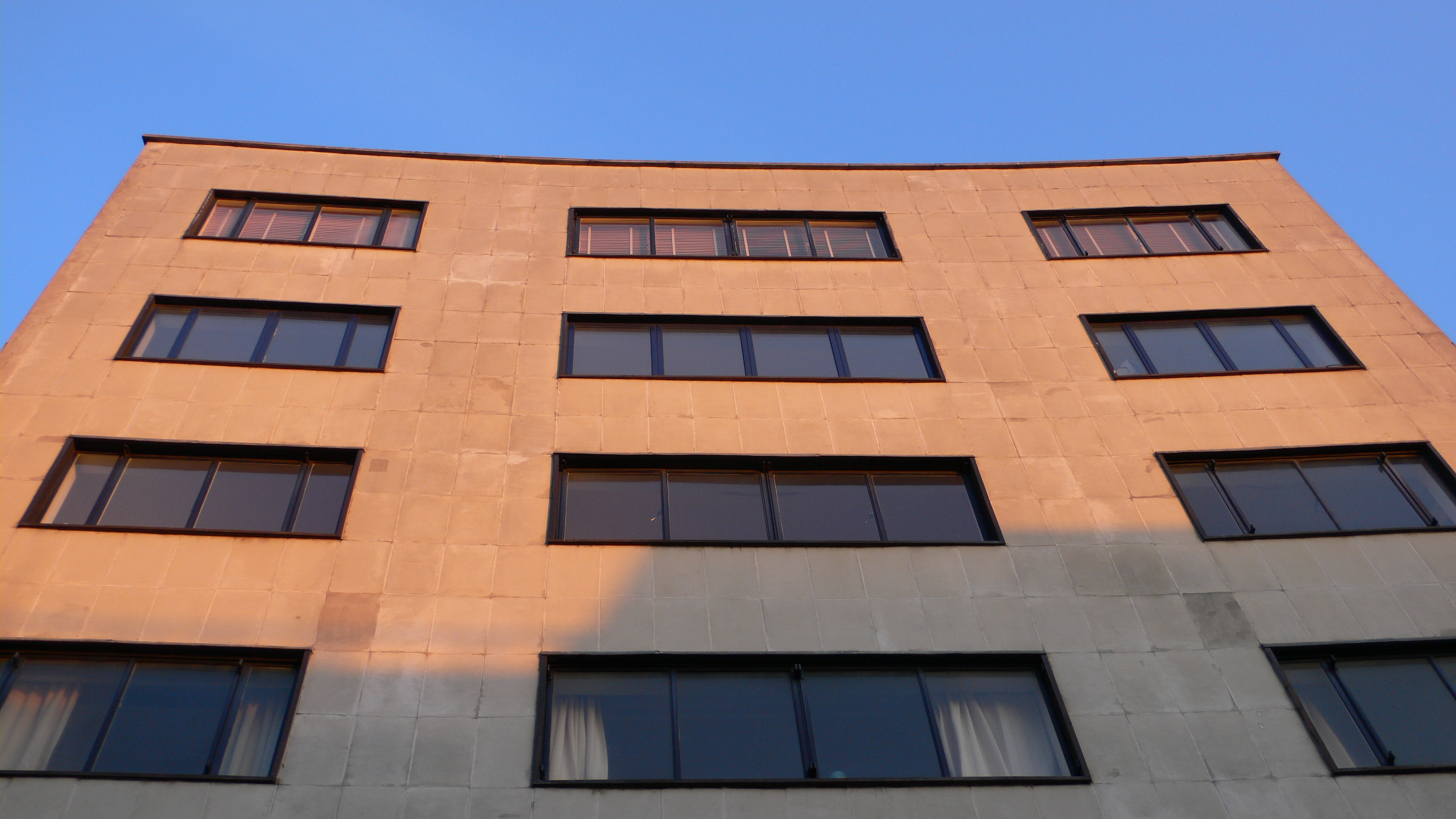
10 Palace Gate

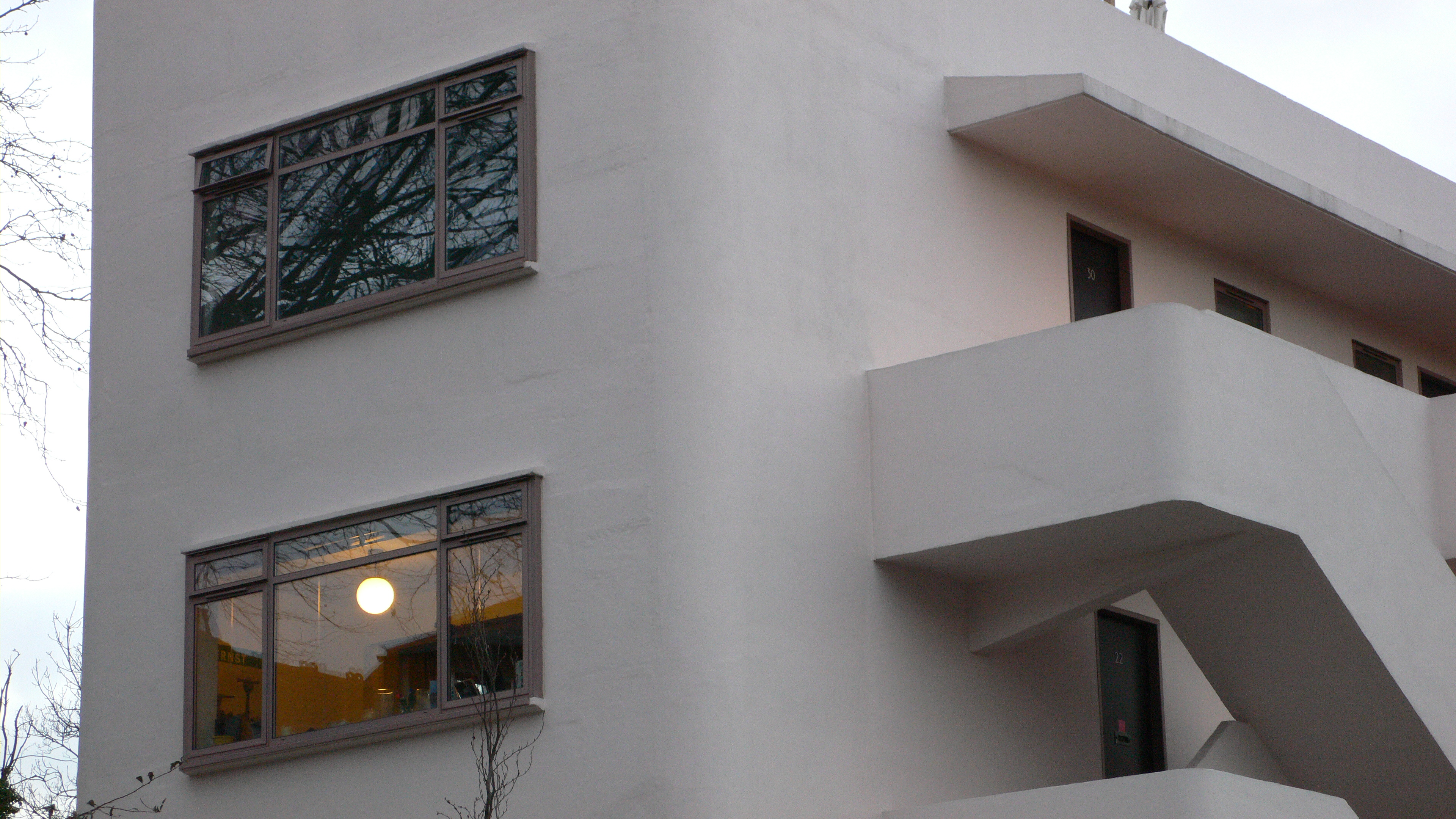
Isokon Building

Coates entwickelte einen sogenannten 3-2-Architekturplan, in dem er die Höhe zweier Wohnzimmer auf der einen Seite eines Gebäudes genauso hoch entwarf wie drei Räume auf der anderen Seite und damit zwei Wohneinheiten auf drei Stockwerke verteilte. Er entwarf ebenfalls einen einfachen Türgriff, der vielfach in skandinavischen Möbeln eingesetzt wird. In den 1930er Jahren entwarf er ein Studio für die BBC. Darunter auch ein speziell ausbalanciertes Mikrofonstativ, mit welchem man das Mikrofon in fast jeden Teil des Studios bewegen konnte. Dieses avancierte sogar zur Standardausrüstung der BBC. Wells Coates entwarf auch die markant-rundlichen Bakelit-Gehäuse, in die der englischen Radio- und Fernsehhersteller EKCO in den 1930er Jahren seine Radiogeräte verbaute. Die dreißiger Jahre gehörten zu Coates’ produktivster Zeit. Dem Isokon-Gebäude von 1929 folgten 1936 das Wohnhaus Embassy Court in Brighton und 1939 der Apartmentblock 10 Palace Gate in Kensington. Die beiden Bauwerke blieben die einzigen Mehrfamilienhäuser, die Coates entwarf. Er entwarf allerdings auch zahlreiche private Einfamilienhäuser.
Während des Zweiten Weltkrieges diente er in der Royal Air Force und entwickelte in dieser Zeit Kampfflugzeuge mit. Für diesen Einsatz erhielt er später das Offizierskreuz des Order of the British Empire. Nach dem Krieg beeinflusste er, ähnlich wie Walter Gropius und Marcel Breuer, die britische Nachkriegsarchitektur von Wohnhäusern durch die Verwendung von modularen Fertigteilen. Diese Bauweise bezeichnete er selbst als „Room Unit Production“. Coats entwarf einen neuen Typus Segelboot, den er Wingsail nannte. Ein Prototyp des 4,88 Meter hohen Katamarans wurde in Norfolk Broads gebaut und erprobt. Allerdings konnte dieses Boot sich kommerziell nicht durchsetzen.
In den Jahren 1949/1950 entwarf er für die Ausstellung Festival of Britain das Kinogebäude Telekinema. Das damals hochmoderne Bauwerk bot 400 Zuschauern Platz und war auf mehrere Filmgattungen ausgelegt, darunter sogar  3D-Filme. Damit war es eine der spektakulärsten Attraktionen während der Ausstellung im Sommer 1951. Das British Film Institute betrieb das Telekinema und eröffnete das Kino im Oktober 1952 als National Film Theatre neu. Das Bauwerk wurde 1957 angerissen.

### Betätigung als Stadtplaner und Rückkehr nach Kanada
Wells Coates war auch an Projekten der Stadtplanung beteiligt. 1937 plante er Sanierungen von Slums in Großbritannien, die allerdings nicht umgesetzt wurden. In den frühen 1950er Jahren kehrte er nach Kanada zurück. In den Jahren 1952 bis 1954 bereitete er Pläne für den Ort Iroquois (heute zu South Dundas gehörend) am Sankt-Lorenz-Strom vor; diese Planungen wurden jedoch ebenfalls nicht realisiert. Er lehrte von 1955 bis 1956 zusammen mit Walter Gropius an der Graduate School of Design an der Harvard University. Er bereitete die Umgestaltung der Toronto Islands vor und war Teilnehmer des Städtebauprojektes Project 58 in Vancouver. Zu seinen letzten Projekten zählt der Entwurf der Einschienenbahn Monospan Twin-Ride System. Der nicht umgesetzte Entwurf wurde später wieder aufgegriffen und in den 1980er Jahren im Zuge der Expo 86 als SkyTrain Vancouver verwirklicht.
Wells Coates verstarb am 17. Juni 1958 mit 63 Jahren infolge eines Herzanfalls in Vancouver.